# Мемориальный фонд жертв коммунизма
Мемориальный фонд жертв коммунизма (англ. Victims of Communism Memorial Foundation) — американская некоммерческая организация антикоммунистического характера, образованная в 1993 году актом Конгресса США с целью «предоставления американцам образовательных сведений об идеологии, истории и наследии коммунизма». Фонд входит в состав Платформы европейской памяти и сознания. Фонд был одним из инициаторов открытия Мемориала жертвам коммунизма в Вашингтоне.

## История
В 1991 году сенатор от республиканцев Стив Симмс и член Палаты представителей США от республиканцев Дейна Рорабейкер внесли в Конгресс США предложения об «установке международного мемориал жертвам коммунизма в подходящем месте в границах округа Колумбия» и об «образовании комиссии, которая занималась бы разработкой внешнего вида, сооружением и иными важными деталями мемориала». В 1993 году Рорабейкер и ещё один сенатор-республиканец Джесси Хелмс внесли поправки в Акт о дружбе (раздел IX), которые позволили официально начать установку памятника. Акт вступил в силу 17 декабря 1993 года после подписания Биллом Клинтоном: согласно тексту акта, сторонники установки памятника таким образом хотели почтить память «свыше 100 миллионов жертв беспрецедентного имперского холокоста», чтобы «в будущем ни один народ не позволил подобной жестокой тирании терроризировать мир». Цифра в 100 миллионов жертв была заимствована из «Чёрной книги коммунизма», авторов которых неоднократно обвиняли в фальсификации данных.

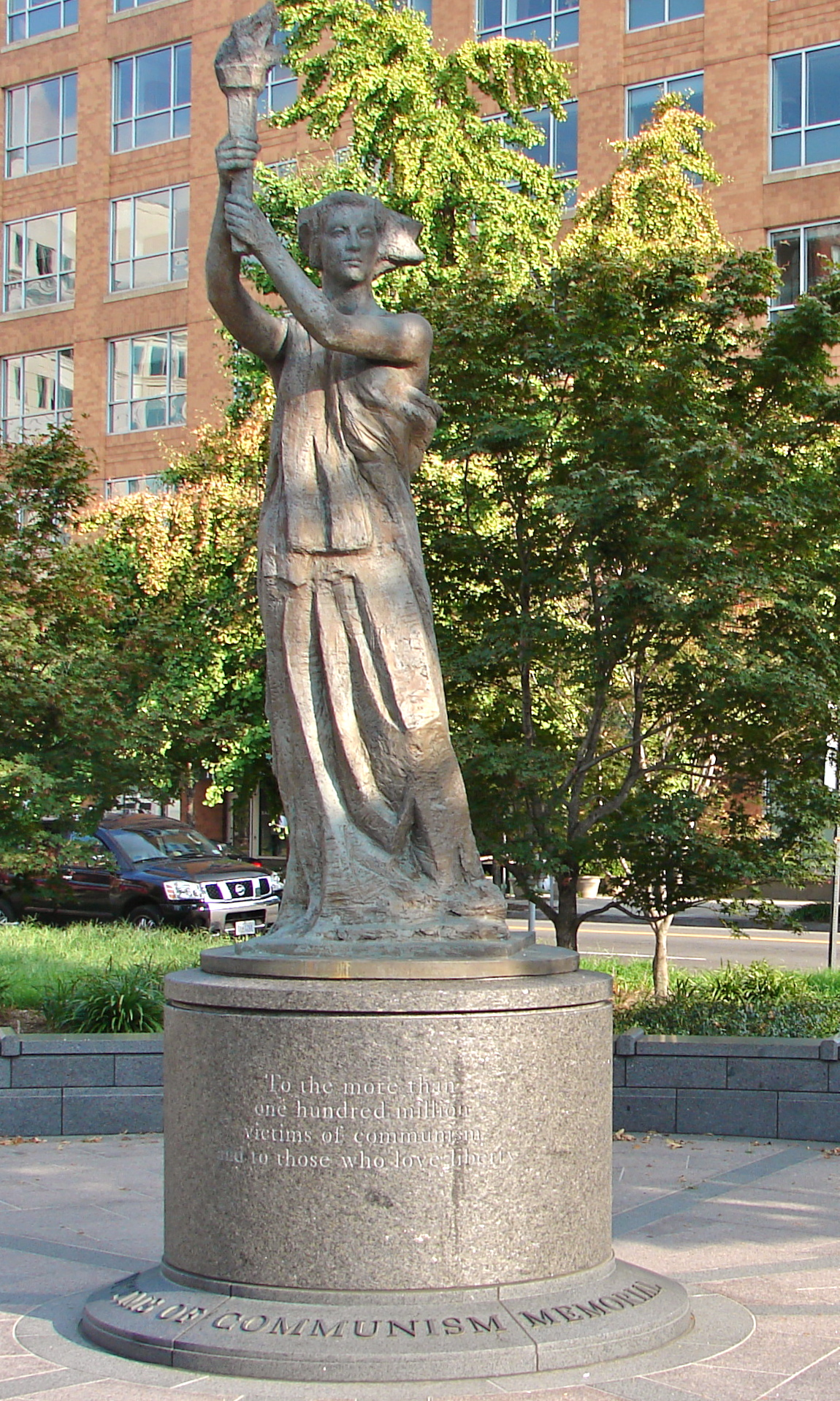
Мемориал жертвам коммунизма, копия Богини демократии

Раздел IX, статья 905 Общественного закона № 103-199 гласил, что должна быть создана независимая организация, которая была бы ответственной за строительство и обслуживание Мемориала жертвам коммунизма в Вашингтоне, а также собирала бы пожертвования на строительство мемориала и поощряла бы участие всех представителей мирового общества, признанных пострадавшими от коммунистических репрессий. В 2007 году памятник был открыт официально: на его открытии присутствовал Джордж Буш-младший. С 2014 года исполнительным директором Мемориального фонда, отвечающего за уход за памятником, является Мэрион Смит.
Фонд регулярно публикует в открытых источниках от своего имени информацию о различных лицах, репрессированных в разных странах коммунистическими властями. В 2016 году Фонд опубликовал список из 51 узника совести незадолго до встречи Барака Обамы с Раулем Кастро. В 2020 году фонд сделал два резонансных заявления, призвав в марте обратить внимание общественности на сообщения о массовом извлечении органов в КНР у сторонников движения Фалуньгун, а в апреле объявив о намерении включить всех погибших от вспышки коронавирусной инфекции COVID-19 в список «100 млн человек, погибших от коммунизма»: ответственность за жертвы фонд возложил на компартию Китая и власти КНР, обвинив их в бездействии и дезинформации.

## Инициативы фонда

### Мемориал жертвам коммунизма
12 июня 2007 года, в 20-ю годовщину берлинского выступления Рональда Рейгана, когда он произнёс фразу «Снесите эту стену», памятник жертвам коммунизма был официально открыт в Вашингтоне, что привлекло внимание мировых СМИ (в том числе и российских). Землю под памятник выделила Служба парков США; на сооружение ушло около 1 млн долларов, выделенных частными лицами. Скульптура авторства Томаса Марша представляет собой 3-метровую реплику скульптуры «Богиня демократии», сделанную китайскими студентами из папье-маше и уничтоженную во время событий на площадь Тяньаньмэнь в 1989 году.

### Музей
С 1995 года Фонд готовится к строительству музея в Вашингтоне. Музей планируется установить недалеко от Национальной аллеи, в помощь учредителям правительство Венгрии даже выделило 1 млн долларов США. Средства будут выделены на создание помещений для экспонатов, лекционной аудитории и архивов и на оплату работы научных сотрудников.

### Медаль свободы Трумэна — Рейгана
Мемориальный фонд проводит ежегодные церемонии награждения медалью свободы Трумэна — Рейгана, которая присваивается наиболее известным правозащитникам и противникам коммунистической идеологии. В прошлом медали удостаивались член Украинской Хельсинкской группы Мирослав Маринович, незрячий китайский активист Чэнь Гуанчэн, член Палаты представителей США от Демократической партии Том Лантос, папа римский Иоанн Павел II, президент Чехии Вацлав Гавел, участник протестов на площадь Тяньаньмэнь Ян Цзяньли, брат Нгуен Ван Ли, супруга Андрея Сахарова Елена Боннэр, основатель журнала The National Review Уильям Бакли-младший, профессор русской истории Ричард Пайпс, кубинский диссидент Гильермо Фариньяс, лидер профсоюза Лэйн Киркленд, кубинский диссидент Армандо Вальядарес, депутат Национального собрания Венгрии Янош Хорват, основатели профсоюза «Солидарность» Лех Валенса и Анна Валентынович, Национальный фонд демократии и сенатор Генри Джексон.

### Проекты
С 2015 года фондом выпускается цикл документальных фильмов «Проект "Свидетель"», в которых интервью дают диссиденты и правозащитники. Среди других проектов присутствуют семинары для преподавателей школ и колледжей.

## Руководство
Председателем фонда является Ли Эдвардс, почётным председателем до своей кончины в 2008 году был Лев Добрянски. В Национальный консультативный совет фонда (составлен из граждан США) входят Деннис ДеКончини, Пол Холендер, Джон Синглауб, Джон Эрл Хэйнс и Джордж Вайгель. В прошлом членами этого совета были ныне почившие Роберт Конквест, Ричард Пайпс, Рудольф Руммель и Джек Кемп.
В Международном совете фонда, составленном из иностранных граждан, состоят Сали Бериша, Эмиль Константинеску, Март Лаар, Витаутас Ландсбергис, Гунтис Улманис, Армандо Вальядарес и Лех Валенса. В прошлом членами этого совета были ныне почившие Елена Боннэр, Владимир Буковский, Брайан Крозье, Арпад Гёнц и Вацлав Гавел.

## Критика
Ещё до образования Фонда в 1991 году политолог и писатель Расс Беллант в своей книге «Старые нацисты, новые правые и Республиканская партия» публично обвинял Национальный комитет порабощённых народов и Республиканскую партию США в сотрудничестве с беглыми коллаборационистами и ультраправыми националистами, которое якобы прикрывалось борьбой за демократию и права человека. В частности, Беллант утверждал, что Комитет сотрудничает с ОУН(б), всячески «обеляя» коллаборационистов и оправдывая совершённые ими массовые убийства поляков, русских и евреев. Обвинения в адрес Фонда в оправдании нацизма были опубликованы на одной из страниц сайта государственного университета Монт-Клер.
Заявления Фонда о «100 миллионах жертвах коммунизма», заимствованные из «Чёрной книги коммунизма», неоднократно подвергались критике за неправдоподобность цифр и за включение коллаборационистов и симпатизировавших Рейху радикалов в списки жертв коммунистических репрессий. В частности, в ноябре 2017 года, когда Мемориальный фонд выпустил материалы к 100-летию Октябрьской революции, американский журналист и политический обозреватель Бенджамин Нортон в микроблоге в Twitter публично заявил, что в «Чёрной книге коммунизма» о членах ОУН(б) писалось как о сопротивлявшихся коммунистам и одновременно как о сотрудничавших с подразделениями Ваффен-СС, воевавших против коммунистов и евреев.
По заказу Мемориального фонда жертв коммунизма с 2016 года составляется ежегодный доклад «Отношение США к социализму, коммунизму и коллективизму», куда включаются результаты опроса об отношении к коммунистам и социалистам. Доклад от 2019 года сообщал, что в ходе опроса 2 тысяч человек около 70% «миллениалов» (в возрасте от 23 до 38 лет) с высокой долей вероятности готовы поддержать на президентских выборах в США кандидата от социалистов, а около 83% опрошенных ответили, что имеют примерные представления о социализме (против 43% в 2018 году). Результаты опроса 2019 года были раскритикованы Институтом Фрейзера, чьи сотрудники заявили, что молодые люди не разбираются в экономической свободе.